# Stupinigi
Stupinigi (piemonti dialektusban Stupinis) Nichelino község egy 200 lakosú városrésze. Itt található Filippo Juvarra mesterműve, a Savoyai-család vadászkastélya, amely a Világörökség részét képezi.

## Történelem
A kastélyt a Savoyai-Acaia-család lakta, akik aztán 1439-ben eladták azt Rolando Pallavicino márkinak. 1563-ban Emanuele Filiberto tulajdona lett, amikor a Savoyai Hercegség székhelye Chambéry helyett Torino lett. Emanuele Filiberto Stupinigit a San Maurizio és Lazzaro rendnek adományozta. 1729-ben II. Viktor Amádé a rend nagymestereként, elhatározta a jelenlegi kastély megépítését, mint királyi rezidenciáét. 1832-ben került a királyi család kezébe, majd 1919-ben az államé lett, és 1925-ben ismét a rend tulajdonába került.
1987 óta zajlik a felújítása.

## A természetvédelmi park
Stupinigi természetvédelmi parkját 1991-ben hozták létre. 1732 hektáron terül el, három község: Nichelino, Candiolo és Orbassano területén. A parkban a mai napig honos a mókus, a róka, a nyest, a menyét, a mogyorós pele és a fehér gólya. 

## Fordítás
- Ez a szócikk részben vagy egészben  a   Stupinigi című olasz Wikipédia-szócikk fordításán alapul.  Az eredeti cikk szerkesztőit annak laptörténete sorolja fel. Ez a jelzés csupán a megfogalmazás eredetét és a szerzői jogokat jelzi, nem szolgál a cikkben szereplő információk forrásmegjelöléseként.